# FIRE! FIRE!
「FIRE! FIRE!」（ファイヤー! ファイヤー!）は、日本の歌手グループFolderの3枚目のシングル。1998年3月18日に発売された。発売元はavex tune。

## 解説
- 前作から3ヶ月ぶりとなるシングル。
- タイトル曲は伊藤ハムのポークビッツのCMにタイアップされ、Folderも出演した。
- カップリング曲はロッテのフルーツガムのCMにタイアップされ、Folderも出演した。
- タイトル曲のミュージックビデオはコンプリートBOX『Folder+Folder 5 COMPLETE BOX』（2003年）に収録された。

## 収録曲
1. FIRE! FIRE!
作詞：小林和子、作曲・編曲：小森田実
2. SPARKLE
作詞：小林和子、作曲・編曲：小森田実
3. FIRE! FIRE! （original karaoke）
4. SPARKLE （original karaoke）

## 収録アルバム
- オリジナル『THE EARTH』（1998年11月26日）
- シングル集CD『Folder+Folder 5 SINGLE COLLECTION and more』（2003年6月25日）（AVCT-10131）
- コンプリートBOX『Folder+Folder 5 COMPLETE BOX』（2003年6月25日）（AVBT-91021〜3/B〜F）

## タイアップ
- FIRE! FIRE!：伊藤ハム ポークビッツ CM曲
- SPARKLE:ロッテ フルーツガム CM曲